# Laurence Cottle
Laurence Cottle, detto Lol (Swansea, 16 dicembre 1961), è un bassista e compositore britannico naturalizzato statunitense.
Ha collaborato con musicisti dei generi più disparati (pop, jazz, blues ed heavy metal) come Sting, Alan Parsons, Cher, Black Sabbath, Eric Clapton, Gary Moore, Don Airey, Hanson, Nina Hagen, Mike Oldfield, Fabio Concato. Inoltre ha una propria jazz band, la Laurence Cottle Big Band.
È  anche un prolifico compositore di colonne sonore cinematografiche (gran parte di queste, realizzate con il direttore d'orchestra Michael Kamen). Sono da citare quella di Arma letale, Crossroads e del telefilm Friends. Inoltre, cura le musiche di vari programmi televisivi, come l'Oprah Winfrey Show, Nickelodeon News, Full Body Massage.